# Nicolaus Engelhard
Nicolaus Engelhard (gedoopt te Arnhem, 5 december 1761 - Buitenzorg, 31 mei 1831) was een lid van de elite van Nederlands-Indië in de late 18e en vroege 19e eeuw. Politiek gezien conservatief, behoorde hij tot de machtigste mannen op Java. In zakelijk, politiek en sociaal opzicht speelde hij direct en indirect een grote rol in het beleid van de late Vereenigde Oostindische Compagnie, de Franse overheersing, en het begin van het koninkrijk. Daarnaast was hij een hardwerkend en leergierig man die niet alleen een uitvoerig archief heeft nagelaten, maar ook de registratie van Java door tekenaars en topografen heeft laten uitvoeren.

## Bliksemcarrière
Engelhards moeder was Maria Alting, de zuster van de latere gouverneur generaal W.A. Alting. Werk op Java leek dan ook het meest lucratieve voor de jonge Nicolaus. In 1776 werd hij naar Java gestuurd, en in 1778 in dienst van de VOC aangesteld tot onderkoopman op speciale aanwijzing uit Nederland.
In 1781 werd hij benoemd tot tweede administrateur van de pakhuizen aan de Waterpoort, wat een zeer lucratief ambt was. In 1782 werd hij bevorderd tot eerste administrateur. Engelhard behoorde ondertussen tot de Indische elite, zijn riante inkomen en de bruidsschat van zijn (minderjarige) echtgenote maakten hem een rijk man. Hij was 8 maart 1784 gehuwd met Maria Wilhelmina Senn van Basel, geboren 28 mei 1770.
Hij werd lid van loge "La Vertueuse" in Batavia, en heeft zelfs enige tijd als voorzitter gefungeerd. Engelhard behoorde tot de elite in Batavia, met zeer nauwe (familie-)banden in de hoogste kaders van de VOC. Zijn carrière ging dan ook gestaag: in 1784 werd hij bevorderd tot tweede koopman op het eiland Onrust, een jaar later (1785) was hij al koopman. In 1787 kreeg hij de volgende functiewijziging: hij werd eerste koopman en shabander (havenmeester). In 1789 werd hij benoemd tot licentmeester met de rang van opperkoopman en president der boedelmeesters.
In 1791 volgde hij zijn vriend Hendrik Isaac Guitard op als gecommitteerde tot en over de zaken van de inlanders, op uitdrukkelijk verzoek van diens schoonvader, directeur-generaal Hendrick van Stockum. In hetzelfde jaar vond ook zijn benoeming plaats tot heemraad en buitenregent van de hospitalen. Engelhard gaf aan terug naar Nederland te willen, maar liet zich door zijn oom, schoonvader en beschermer gouverneur generaal Alting overhalen het ambt van raad-extraordinaris te aanvaarden. In 1798 werd hij vanuit Nederland benoemd tot Gedeputeerd Grootmeester van de Vrijmetselaren in Indië. In 1800 werd hij president van heemraden en bij resolutie van 6 maart 1801 gouverneur van Java's noordoostkust met bevordering tot raad-ordinair en provisioneel (voorlopig) eerste raad en directeur-generaal. Hendrick van Stockum was kort tevoren overleden. Als gouverneur gaf hij opdracht aan leraren (informators genoemd) van de marineschool te Semarang om hydrografische en topografische karteringen uit te voeren van het gebied onder VOC-bestuur. Daarnaast gaf hij opdracht tot het opmaken van statistische rapporten. Vanwege zijn particuliere interesse voor de natuur en de oudheden van Java, gaf hij begaafde tekenaars in zijn omgeving opdrachten om voor hem tekeningen te vervaardigen. Aan hem is ook onze kennis van verschillende beelden en tempelruïnen te danken, die hij in 1805-06 door majoor H.C. Cornelius heeft laten registreren. Thomas Raffles zou deze later in zijn "History of Java" gebruiken. De Franse Louis Théodore Leschenault de la Tour (1773-1826) gaf hij de opdracht een botanische verzameling in Oost-Java aan te leggen (1806). Als dank werd een plant-genus naar Engelhard vernoemd: de Engelhardia.
Omdat Engelhard ernstige financiële tegenspoed gehad had door het verlies van een aantal schepen, bleef hij liever als gouverneur van Java te Semarang en op zijn verzoek werd zijn aanstelling tot directeur-generaal ‘buiten executie gelaten’ (resolutie 21 mei 1802).

## Tegenstand en Daendels
In deze functie maakte hij zich zeer verdienstelijk door het onderdrukken van een opstand in Cheribon (1806). Minder door wapengeweld dan door overreding herstelde hij daar de rust. Volgens Engelhards eigen verklaring zou het Staatsbewind hem in 1804 benoemd hebben tot opvolger van Johannes Siberg als gouverneur-generaal. De benoeming werd, naar zijn zeggen, ingetrokken als gevolg van gekonkel door zijn tegenstanders, die zijn vriend Sebastiaan Cornelis Nederburgh vijandig gezind waren.
De oud-regeringscommissaris Nederburgh trachtte enige jaren later ook, bij de benoeming van Herman Willem Daendels, de gouverneur-generaal ertoe over te halen Engelhard tot directeur-generaal aan te stellen, om zo nog enige controle op Daendels te houden. Daendels had het spel door en schijnt tegen Nederburgh uitgebarsten te zijn. In elk geval kon Engelhard bij Daendels geen goed meer doen. Doordat het gouvernement Java in verschillende residenties of prefecturen werd gewijzigd, werd hij als gouverneur ontslagen (April 1808). In 1811 werd hij door Daendels tezamen met andere "Pro-Engelsen" gevangengezet, en werd pas vrijgelaten door de volgende gouverneur-generaal. Engelhard trok zich terug op zijn landgoed te Pondok-Gedeh, alwaar hij een eigen vrijmetselaarsloge "Virtutis et Artis Amici" stichtte.
Voor Engelhard volgden jaren van ambteloosheid. Tijdens de korte overname van Indië door de Engelsen sloeg hij ook het aanbod van Gilbert Elliot-Murray-Kynynmound (lord Minto) af om benoemd te worden tot vicepresident en eerste lid van de Hoge Regering. In 1813 kocht hij met Thomas Stamford Raffles (luitenant-gouverneur van Java), Thomas MacQuoid (resident van Buitenzorg en de Preanger) en Andries de Wilde de Soekaboemi-landen (het latere regentschap Soekaboemi), dat hij later aan deze laatste verkocht. Pas in 1816 aanvaardde hij weer een functie. In augustus van dat jaar werd hij lid van de ‘Adviserende Commissie’ en op 31 december 1816 werd hij met J.A. van Middelkoop belast met de overdracht van het bestuur over de Molukken uit de handen der Engelsen (25 maart 1817).
In 1816 verscheen een boek van zijn hand: Berigt van den Staat der Ned. O.I. Bezittingen onder het bestuur van den gouverneur-generaal H.W. Daendels ter betere kennis van 's mans willekeurig en gewelddadig bewind (den Haag en Amsterd. 1816). Dit werk werd binnen veertien dagen geschreven, en was een reactie op een eerder verschenen stuk van Daendels welke deze geschreven had om binnen het kersverse Koninkrijk der Nederlanden in ieder geval buiten schot te blijven, en mogelijk herbenoemd te worden tot gouverneur-generaal. In hetzelfde jaar verscheen ook een titel van de hand van Mr. R.G. van Polanen, bekende van Engelhard en tegenstander van Daendels. De actie was succesvol: Daendels werd niet herbenoemd.
De wrok tegen Daendels had een persoonlijke oorzaak. Al in 1800 had Engelhard te kennen gegeven dat men Java tot vrijhaven moest verklaren voor alle zeevarende naties. Dit in antwoord op het door gouverneur-generaal van Overstraten gevraagde advies over de te voeren gedragslijn, tegenover de Franse expansie in Europa. Engelhard verklaarde zich bereid naar Holland te gaan om dit idee te verkopen en dan, indien nodig, met hulp van Engeland de onafhankelijkheid van Java af te kondigen. Van Overstraten ging hier niet op in. Dit idee bleef sudderen bij Engelhard: hij werkte het uit en correspondeerde hierover met Daendels. In een onderhoud met Daendels (1808), dat vier uur duurde, trachtte hij de oud-generaal voor zijn plannen te winnen, maar deze is hier niet op ingegaan. Volgens Engelhard heeft Daendels, in Holland teruggekeerd, van deze uitlatingen gebruikgemaakt om hem te benadelen. Hij zou hem bij keizer Napoleon Bonaparte en de koning van Holland, Lodewijk Napoleon Bonaparte, hebben aangewezen als een allergevaarlijkst man, die met verraderlijke plannen rondliep, kortom iemand, "die hij in geen hoog gezag konde plaatsen en op het nauwste behoorde te surveilleeren".

## Repatriëring en kaping
Na het overlijden van zijn echtgenote besloot Engelhard naar Nederland terug te keren. Tijdens deze terugreis gebeurde iets merkwaardigs: het schip, de vrachtvaarder Minerva met 400 ton lading, werd bij Afrika ter hoogte van Brazilië op 14 juni 1823 aangevallen door een Spaanse kaper. De kaper wist het schip snel te overmeesteren en beval dat de bemanning omgebracht moest worden. De passagiers moesten overstappen op het Spaanse schip. Engelhard leek in de Spaanse kapitein een vrijmetselaar te herkennen en maakte zich als zodanig kenbaar. De kapitein was inderdaad vrijmetselaar en liet zich overtuigen dat een aantal van de passagiers aan boord ook vrijmetselaars waren. De vrijmetselaars-versierselen die in het water werden gezien speelden hierbij een rol: de passagiers hadden deze tijdens de kaping overboord gezet. Na een gesprek bleken de kaperskapitein en Engelhard zelfs aan eenzelfde loge te hebben deelgenomen, en de kapitein gaf het schip een vrijbrief naar Nederland. Op 7 juli 1823 kwam het schip aan in Nederland.
In Nederland nam Engelhard zijn intrek bij zijn zuster Gerhardina Fockelina (gehuwd met J.P. Servatius). Die was hem dankbaar, omdat door Engelhards welwillendheid en ondersteuning de zonen van Gerhardina opgeklommen waren in Indië. Engelhard hernieuwde in Nederland de banden met oud-Indiëgangers, en bezocht koning Willem I. Deze was al bekend met Engelhard en had een goede mening over hem. Niet in de laatste plaats vanwege de lijvigheid van de werken van Engelhard.

## Terugkeer naar Indië en overlijden
In 1824 werd de op leeftijd zijnde Engelhard gedwongen weer naar Indië te gaan: zijn gevolmachtigde zaakgelastigden aldaar brachten hem verlies, en Engelhard moest zich persoonlijk wijden aan zijn zaken. Op 17 september 1824 keerde hij terug naar Indië. In 1826 werd hij door de Indische regering benoemd tot lid van de commissie, die Hamangkoe Boeana of Sepoeh als Sultan van Djokjakarta moest herstellen. Uit de lijvige correspondentie met mannen als Leonard du Bus de Gisignies, Hendrik Merkus de Kock, Pieter Herbert van Lawick van Pabst, Carel Sirardus Willem van Hogendorp, jhr. D.F. van Alphen en Jean Chrétien Baud bleek, dat de welvaart van Indië hem na aan het hart lag en dat hij achter de schermen grote invloed had. Dit kwam niet alleen door zijn uitgebreide en hooggeplaatste netwerk. Engelhard had ook de persoonlijke archieven van Siberg en Alting in eigendom, en hield een zeer uitgebreid persoonlijk archief bij. Zo vormde hij een vraagbaak voor de geschiedenis van alle (politieke) ontwikkelingen in Indië.
Na het aftreden van Muntinghe bood du Bus de Gisignies hem in februari 1827 bij koninklijke machtiging de opengevallen plaats in de Raad van Indië aan. Engelhard wees dit af op basis van zijn leeftijd: hij was reeds 66. Een half jaar later probeerde zijn vriend Baud het weer door gewag te maken van het voornemen van Willem I om Engelhard vicepresident van de Raad van Indië te maken. Weer wees Engelhard dit op basis van zijn leeftijd af. Volgens Willem van Hogendorp, die als eerste secretaris van de missie-du Bus van 1825-30 op Java vertoefde, was Engelhard veel te arrogant om welke plaats dan ook aan te nemen, hoe hoog ook, die niet de eerste was. Om ook na het aftreden van den luit.-gouverneur-generaal Hendrik Merkus de Kock (16 Jan. 1836) zijn invloed te behouden, stelde Engelhard een zeer lijvige nota op over de toenmalige staat van Java, welke hij de opvolger, Johannes van den Bosch deed toekomen. Doch van den Bosch ging daarop niet in.
Engelhard besloot nu Buitenzorg, waar hij de laatste jaren gewoond had, te verlaten en zich op Kramat bij Weltevreden te vestigen. De staat van het Koninkrijk maakte hem zorgen, en in 1830 stuurde hij een brief om de helft van zijn pensioen op te geven ten gunste van de Nederlandse schatkist.
Nog voor hij kon verhuizen kwam Engelhard te overlijden.
Zijn archieven werden vermaakt aan zijn vriend jhr. D.F. van Alphen. Na diens dood ging veel verloren, maar uiteindelijk belandde de collectie Engelhard bij het Nationaal Archief in Den Haag. Een gedeelte van zijn papieren is ook nog aanwezig in Jakarta.